# Toshiro Sato
Toshiro Sato ist ein japanischer Mediziner, der über Organoide forscht. Er ist Hochschullehrer an der Keio University School of Medicine in Tokio.
Sato studierte Medizin an der Keio University School of Medicine und wurde dort promoviert. Er spezialisierte sich auf Gastroenterologie und absolvierte darin seine Facharztausbildung an der Keio University School of Medicine (Residency). 2007 war er am Hubrecht Institut der Universität Utrecht bei Hans Clevers, wo er Pionierarbeit zur Organoid-Forschung leistete, indem er ein System von Organoid-Kulturen für intestinale Stammzellen entwickelte. Ab 2011 hatte er ein eigenes Labor an der Universität Keio, an dem er sich mit Modellierung von gastrointestinalen Krankheiten befasst. Er ist am Sakaguchi Laboratory of Developmental Biology der Abteilung für Organoid Medizin.

## Schriften (Auswahl)
- mit X. C. He, L. Li u. a.: PTEN-deficient intestinal stem cells initiate intestinal polyposis, Nature Genetics, Band 39, 2007, S. 189–198
- T. Sato, H. Clevers u. a.: Single Lgr5 stem cells build crypt-villus structures in vitro without a mesenchymal niche, Nature, Band 459, 2009, S. 262–265.
- mit H. J. Snippert, H. Clevers u. a.: Intestinal crypt homeostasis results from neutral competition between symmetrically dividing Lgr5 stem cells, Cell, Band 143, 2010, S. 134–144
- mit N. Barker, H. Clevers u. a.: Lgr5+ ve stem cells drive self-renewal in the stomach and build long-lived gastric units in vitro, Cell Stem Cell, Band 6, 2010, S. 25–36
- mit H. Clevers u. a.: Long-term expansion of epithelial organoids from human colon, adenoma, adenocarcinoma, and Barrett's epithelium, Gastroenterology, Band 141, 2011, S. 1762–1772
- mit H. Clevers u. a.: Paneth cells constitute the niche for Lgr5 stem cells in intestinal crypts, Nature, Band 469, 2011, S. 415–418
- mit H. Clevers: Growing self-organizing mini-guts from a single intestinal stem cell: mechanism and applications, Science, Band 340, 2013, S. 1190–1194
- mit M. Matano u. a.: Modeling colorectal cancer using CRISPR-Cas9–mediated engineering of human intestinal organoids, Nature Medicine, Band 21, 2015, S. 256–262